# Orange Slovensko
Az Orange Slovensko, a. s. szlovák mobiltelefon-szolgáltató, amely 2002. március 27-én jött létre a Globtel nevű szolgáltató felvásárlásával. Szolgáltatását 900 MHz-en (870~960 MHz) és 1800 MHz-en nyújtja. Lefedettségi területe eléri a lakosság 98%-át. A mobilhálózat mellett optikai kábeles internet, vezetékes telefon és digitális televízió-szolgáltatást is nyújt. 
Ügyfeleinek száma 2,9 millió, piaci részesedése a háromtagú szlovákiai mobilkommunikációs piacon 47%. A cég 100%-os tulajdonosa a France Telecom Group révén az Atlas Services Belgium.